# 第16回英国インディペンデント映画賞
第16回英国インディペンデント映画賞は2013年のイギリスのインディペンデント映画を対象としたもので、2013年12月8日に結果が発表された。

## 受賞・ノミネート
太字が受賞

### 作品賞
- 『メトロマニラ 世界で最も危険な街』
  - 『あなたを抱きしめる日まで』
  - 『ウィークエンドはパリで』
  - The Selfish Giant
  - 『名もなき塀の中の王』

### 外国語映画賞
- 『アデル、ブルーは熱い色』（ フランス）
  - 『フランシス・ハ』 （ アメリカ合衆国）
  - 『グレート・ビューティー/追憶のローマ』 （ イタリア）
  - 『ブルージャスミン』 （ アメリカ合衆国）
  - 『少女は自転車にのって』 （ サウジアラビア）

### 監督賞
- ショーン・エリス - 『メトロマニラ 世界で最も危険な街』
  - ジョン・S・ベアード - 『フィルス』
  - クリオ・バーナード - The Selfish Giant
  - ジョナサン・グレイザー - 『アンダー・ザ・スキン 種の捕食』
  - デヴィッド・マッケンジー - 『名もなき塀の中の王』

### 主演男優賞
- ジェームズ・マカヴォイ - 『フィルス』
  - スティーヴ・クーガン - 『あなたを抱きしめる日まで』
  - トム・ハーディ - 『オン・ザ・ハイウェイ その夜、86分』
  - ジム・ブロードベント - 『ウィークエンドはパリで』
  - ジャック・オコンネル - 『名もなき塀の中の王』

### 主演女優賞
- リンゼイ・ダンカン - 『ウィークエンドはパリで』
  - ジュディ・デンチ - 『あなたを抱きしめる日まで』
  - シアーシャ・ローナン -『わたしは生きていける』
  - フェリシティ・ジョーンズ - 『エレン・ターナン ~ディケンズに愛された女~』
  - スカーレット・ヨハンソン - 『アンダー・ザ・スキン 種の捕食』

### 助演男優賞
- ベン・メンデルソーン - 『名もなき塀の中の王』
  - ジョン・アーシラ - 『メトロマニラ 世界で最も危険な街』
  - ルパート・フレンド - 『名もなき塀の中の王』
  - エディ・マーサン - 『フィルス』
  - ジェフ・ゴールドブラム - 『ウィークエンドはパリで』

### 助演女優賞
- イモージェン・プーツ - 『Mr.スキャンダル』
  - クリスティン・スコット・トーマス - 『エレン・ターナン ~ディケンズに愛された女~』
  - シャーリー・ヘンダーソン - 『フィルス』
  - シボーン・フィネラン - The Selfish Giant
  - ミア・ワシコウスカ - 『嗤う分身』

### 脚本賞
- 『オン・ザ・ハイウェイ その夜、86分』
  - 『名もなき塀の中の王』
  - The Selfish Giant
  - 『ウィークエンドはパリで』
  - 『あなたを抱きしめる日まで』

### 有望新人賞
- クロエ・ピーリー - Shell
  - ハーレイ・バード - 『わたしは生きていける』
  - コーナー・チャップマン、ショーン・トーマス - The Selfish Giant
  - ジェイク・マカパガル - 『メトロマニラ 世界で最も危険な街』
  - ケイティ・ロッツ - The Machine

### 新人監督賞
- ポール・ライト - For Those in Peril
  - ティナ・ガラヴィ - I Am Nasrine
  - ジェレミー・ラヴリング - In Fear
  - オミッド・ヌーシン - Last Passenger
  - チャーリー・キャトラル - Titus

### 技術賞
- The Selfish Giant - キャスティング
  - 『オン・ザ・ハイウェイ その夜、86分』 - 編集
  - 『名もなき塀の中の王』 - キャスティング
  - 『アンダー・ザ・スキン 種の捕食』- 録音
  - 『アンダー・ザ・スキン 種の捕食』 - 音楽

### 芸術業績賞
- 『メトロマニラ 世界で最も危険な街』
  - 『フィルス』
  - The Selfish Giant
  - A Field in England
  - 『名もなき塀の中の王』

### ドキュメンタリー映画賞
- Pussy Riot: A Punk Prayer
  - The Stone Roses: Made of Stone
  - The Moo Man
  - The Great Hip Hop Hoax
  - The Spirit of '45

### 英国短編映画賞
- Z1
  - L'Assenza
  - Dr. Easy
  - Dylan's Room
  - Jonah

### レインダンス賞
- The Machine
  - Sleeping Dogs
  - Titus
  - The Patrol
  - Everyone's Going to Die

### 審査員賞
- ケン・ローチ

### リチャード・ハリス賞
- ジュリー・ウォルターズ

### ヴァラエティ賞
- ポール・グリーングラス